# Rathen
Rathen é um município da Alemanha, situado no distrito de Sächsische Schweiz-Osterzgebirge, no estado da Saxônia. Tem 3,58 km² de área, e sua população em 2019 foi estimada em 349 habitantes.